# Катанский, Александр Львович
Алекса́ндр Льво́вич Ката́нский (19 ноября [1 декабря] 1836, Нижний Новгород — 27 февраля 1919, Детское Село) — российский богослов. Доктор богословия (1877). Заслуженный профессор Санкт-Петербургской духовной академии.

## Биография
Родился в Нижнем Новгороде в семье диакона нижегородского храма Преподобного Сергия Радонежского. Его отец, Лев Герасимович (ум. 1889) — из священнического рода, был старшим сыном диакона Герасима Владимирского; окончил в 1834 году Нижегородскую духовную семинарию и прослужил диаконом 18 лет (1834—1853), до того, как был посвящён в священника епископом Иеремией (Соловьёвым). В сане иерея, помогая престарелому священнику Георгиевской церкви в Нижнем Новгороде (И. А. Грацианову), затем — протоиерея, он прослужил ещё 32 года, долгое время исполняя обязанность духовника городского духовенства. Мать А. Л. Катанского также происходила из священнического рода: её отец, Е. А. Бардов, был священником в селе Пурех. Кроме сына в семье Катанских родились ещё три дочери.
В небольшом и ветхом домике из двух комнат, кроме членов семьи Льва Герасимовича жили ещё и его трое младших братьев.
Обучался в Нижегородских духовном училище (1847—1852) и духовной семинарии (1852—1858). В 1863 году окончил Санкт-Петербургскую духовную академию — 2-м магистром XXV-го курса. В это время в московскую духовную академии требовались преподаватели на кафедры патристики и церковной археологии и А. Л. Катанский был назначен бакалавром по церковному красноречию и церковной археологии. При московском митрополите Филарете это был только второй случай назначения в неё воспитанника другой академии.
В 1867 году А. Л. Катанский был перемещён на кафедру догматического богословия Петербургской духовной академии и здесь состоял до 1898 года, когда согласно прошению вышел в отставку. В 1869 году он был избран экстраординарным профессором, в 1877 — по защите диссертации «Догматическое учение о семи церковных таинствах в творениях древнейших отцев и писателей церкви до Оригена включительно» — был удостоен степени доктора богословия, тогда же возведён в звание ординарного профессора и избран помощником ректора по богословскому отделению. В 1881—1885 годах он был редактором журнала «Церковный вестник».
В 1896 году избран почётным членом Петербургской духовной академии, в 1897 — Казанской, в 1904 — Московской.
Умер от голода во время Гражданской войны 27 февраля 1919 года в Детском Селе.

## Сочинения
- Статьи: «О попытках соединения церквей восточной и западной», «Обзор древних литургий Запада», «Очерк истории православной литургии» (все в «Христианском чтении», 1867—1878 гг.);
- «Сказания о нерукотворенном образе Спасителя» Архивная копия от 15 июля 2018 на Wayback Machine // Христианское чтение. — 1874. — № 11. — С. 471—516;
- История попыток к соединению церквей греческой и латинской в первые четыре века по их разделении. Архивная копия от 15 июля 2018 на Wayback Machine — СПб.: тип. Деп. уделов, 1868. — 248 с.;
- Догматическое учение о семи церковных таинствах в творениях древнейших отцев и писателей церкви до Оригена включительно. — СПб.: тип. Ф. Г. Елеонского и К°, 1877. — 424 с. (Современное переиздание — М.: Паломник, 2003);
- Учение свв. Отцев Церкви трёх первых веков о таинствах. — СПб., 1879;
- Учение о благодати божией в творениях древних св. отцев и учителей церкви до бл. Августина. — СПб.: тип. А. П. Лопухина, 1902. — 331 с. (удостоена полной премии митрополита Макария);
- Воспоминания старого профессора. С 1847 по 1913 год. — Н. Новгород: Нижегородская духовная семинария, 2010. — 432 с. — 2000 экз. — ISBN 978-5-904720-03-2. Архивировано 18 августа 2019 года.